# Местици
Местици (шп. mestizo) су потомци настали мешањем америчких староседелаца и белаца (најчешће Португалци и Шпанци). Живе углавном у Латинској Америци, има их око 125 милиона и говоре шпански и португалски језик. Углавном су римокатоличке вероисповести и делом протестанти.
У шпанском језику овај термин се односи на све групе настале мешањем различитих раса, са нагласком на групу насталу између Индијанаца и белаца. 
Етимолошки сродни и по мешаном европско-индијанском пореклу слични су и канадски Метиси, који се могу сврстати у шири концепт местиштва. 